# Aguas Buenas

Bandeira de Aguas Buenas

Localização do município de Aguas Buenas na ilha de Porto Rico

O município de Aguas Buenas, no sul da ilha de Puerto Rico (Código Internacional: PR.AB) cobre uma superfície de 78 km² e abriga 29.032 habitantes (estimativa de 31 de Dezembro de 2006). Sua densidade demográfica é de 372 hab./km².